# Aspalathus rugosa
Aspalathus rugosa är en ärtväxtart som beskrevs av Carl Peter Thunberg. Aspalathus rugosa ingår i släktet Aspalathus och familjen ärtväxter.

## Underarter
Arten delas in i följande underarter:
- A. r. linearifolia
- A. r. rugosa